# Подгорная (Тимановский сельсовет)
Подго́рная — деревня в Бабушкинском районе Вологодской области.
Входит в состав Тимановского сельского поселения, с точки зрения административно-территориального деления — в Тимановский сельсовет.
Расстояние по автодороге до районного центра села имени Бабушкина составляет 50 км, до центра муниципального образования Тимановой Горы — 9 км. Ближайшие населённые пункты — Пожарище, Мулино, Варнавино.
В 1906 г, согласно «Списку лиц ... , имеющих право участвовать в Предварительном Съезде по выборам в Государственную Думу по Тотемскому уезду», в деревне Подгорной были:
- Мельница (владелец — Василий Андреевич Дурнев)[3]:16
- Кузница (владелец — Дмитрий Николаевич Дурнев)[3]:16
- Синельный завод (владелец — Василий Васильевич Дурнев)[3]:16

Население по данным переписи 2002 года — 4 человека.